# Польсько-українські партизанські бої
Польсько-українські партизанські бої  (пол. Partyzanckie walki polsko-ukraińskie, також відомий як Польсько-український конфлікт (1939–1947) — серія військових сутичок і конфліктів між польськими та українськими збройними підпільними організаціями в 1943—1945 на території західних областей Української РСР і частково на території східних воєводств Польщі та південно-західних областей Білоруської РСР. Найбільш інтенсивні бої були між УПА та Армією Крайовою. В конфлікті періодично брали участь радянські партизани разом із регулярною Червоною армією, а також збройними формуваннями Румунії, Угорщини, Третього Рейху та Чехословаччини. Окремо від підпільних військових угрупувань проти поляків воювали українські колабораціоністичні формування, так само як польські проти українців з іншого боку. 
Основною метою українських націоналістів була ідея незалежної України з її історичними територіями східної Польщі, тоді як мета поляків полягала у відновленні незалежності Польщі у кордонах 1939.

## Передісторія
Під час української революції та першої світової війни, паралельно з існуванням УНР на Галичині, Закарпатті, Волині та Буковині 1 листопада була проголошена Західноукраїнська народна республіка на чолі з Євгеном Петрушевичем. Ставалось це на фоні поступового розпаду Австро-Угорської імперії. Австро-Угорщина опинилася в умовах політичного розпаду. На Галичину зазіхала новостворена Польська держава. Щоб запобігти цьому, українські військовики протягом вересня заснували у Львові таємний старшинський гурток — Центральний військовий комітет (ЦВК), який вирішив «боротися під знаменом соборної України». З 1 листопада 1918 по 18 липня 1919 новоутворена Друга польська республіка вела боротьбу з ЗУНР. Війна закінчилась перемогою Польщі, анексією та поділом ЗУНР між Румунією, Чехословаччиною та Польщею.
Після захонлення ЗУНР Польською республікою, Симон Петлюра провів перемовини щодо спільної боротьби з радянськими військами. Між Петлюрою та Пілсудським був підписаний Варшавський договір згідно з яким уряд Юзефа Пілсудського відмовився від претензій поширюватися до кордонів Речі Посполитої 1772 р. (тобто до першого поділу Речі Посполитої) і визнав територію Надніпрянської України, що була окупована більшовицькими військами, за УНР. Військова конвенція 24. 4. 1920 між УНР і Польщею проголошувала армії обох держав союзниками у боротьбі за визволення України і проти подальшої більшовицької експансії на захід. Воєнні дії на польсько-радянському фронті були припинені після укладення 9 листопада 1920 року польським і більшовицьким керівництвом перемир'я. Однак радянські війська продовжили своє просування вперед та завойовували решту територій, закінчивши своє просування 22 листопада.
В березні 1921 року у Ризі між Польською республікою, з одного боку, та РСФРР і УРСР з другого, підписано Ризький мирний договір 1921 року. Цей договір анульовував Варшавський договір підписаний рік тому. Перемовини проводились у Мінську між польською та радянською делегацією (литовською, білоруською та українською). Наслідком договору став поділ українських і білоруських земель між Польщею та Радянською Росією. Волинь, Галичина та Західна Білорусь війшла до складу Польщі, в той час як решта УНР та Східна Білорусь війшла до складу СРСР.
В результаті договору з більшовиками Польща отримала землі, котрими володіла перед третім і частково другим поділом Речі Посполитої, які в 1795-1916 роках були частиною Російської імперії, але весною 1919 були зайняті Військом Польським: губернії Гродненська й Віленська, а також західні частини Волинської губернії з Луцьком, Рівним і Кременцем і Мінської губернії з містами Несвіж, Докшиці і Столбці. Польсько-радянський кордон пролягав у принципі уздовж лінії Другого поділу Польщі 1793 року (з корекцією на користь Польщі в вигляді частини Волині і Полісся та містом Пінськ).

### Політика поляків щодо українців
Політика польської влади щодо української меншини змінювалася протягом міжвоєнного періоду, коливаючись між спробами асиміляції, примирення та політикою репресій.
Перші каральні акції розпочалися 16 вересня 1930 року, тривали до 30 листопада 1930 року і охоплювали 450 населених пунктів у шістнадцяти районах Східної Галичини. З середини вересня до пацифікації було залучено шістнадцять рот поліції. Українських парламентарів помістили під домашній арешт, щоб не дати їм брати участь у виборах зі своїми виборцями, тероризували голосування за польських кандидатів. Починаючи з 1937, польський уряд на Волині ініціював активну кампанію з використання релігії як інструменту для полонізації та навернення православного населення до римо-католицизму.  Понад 190 православних церков були зруйновані та 150 перетворені на римо-католицькі храми. 
З іншого боку мала «місце одна з найбільш амбітних політик толерантності Східної Європи». Проводячи волинський експеримент, підтримуючи українську культуру та релігійну автономію та українізацію православної церкви, режим Санації хотів досягти лояльності українців до польської держави та мінімізувати радянські впливи в прикордонному регіоні. Цей підхід був поступово покинутий після смерті Юзефа Пілсудського в 1935. На практично всі урядові та адміністративні посади, включаючи поліцію, призначали поляків. 
Жорстка політика Другої Польської Республіки часто була відповіддю на насильство ОУН-Б, але сприяла подальшому погіршенню відносин між двома етнічними групами. Між 1921 та 1938 роками польських колоністів та ветеранів війни заохочували селитися у Волинському та Галицькому землях, їх кількість досягла 17 700 на Волині в 3 500 нових населених пунктах на 1939. Польський уряд розглядав Галичину та Волинь як давні польські землі, тож намагався збільшити тут свій вплив. Між 1934 та 1938, серія насильницьких і іноді смертельних нападів на українців була проведена в інших частинах Польщі. Руйнувались в тому числі і церкви на Холмщинні та Південному Підляшші починаючи з 1938-1939.

### Причина конфлікту
На початку 1944 р. відбулися драматичні події на лівому березі Бугу, в районах Грубешів, Томашів і Любачів. З січня того ж року і до кінця німецької окупації тут вели інтенсивні бої підрозділи Армії Крайової, Народної гвардії, Національних збройних сил та селянських батальйонів проти підрозділів Української повстанської армії.
Коріння цих подій можна простежити з етнічних чисток Замойщини (листопад 1942 - березень 1943 р.), коли німці, вигнавши і поляків, і українців, оселилися в останніх польських селах Грубешівського району. Іноді польські партизани нападали на такі українські села, спалюючи та вбиваючи їхніх мешканців. Крім того, польський рух опору виконував смертні вироки українцям, визнаним винними у співпраці з німцями. Також були атаковані села, визначені як українські партизанські бази. Українці, головним чином через участь української допоміжної поліції у примусових переселеннях, були широко розцінені вигнаними поляками як нацистські колабораціоністи.
Слід наголосити, що події на Замості були фрагментом ширшого польсько-українського конфлікту, який перейшов у цей район з Волині та Східної Галичини. Її субстратом були насамперед прагнення української незалежності. Українська повстанська армія, сформована в 1942 році, у боротьбі з польськими та радянськими партизанами почала винищувати поляків і змушувати їх терором покинути спірні землі.

## Конфлікти на Волині та Галичини

### Волинь
12 лютого 1944 року поляки з базованого в Беліні угрупування АК «Основа» вбивають понад 80 українців в селі Ставок у Ковельському районі.
29 лютого біля села Озютичі стався бій між УПА та підрозділами 27-ї Волинської піхотної дивізії АК «Луна», «Трзаск», «Гжимс». Він закінчився поразкою поляків. Аківці спробували опанувати село, але їх наступ застопорився під кулеметним вогнем (зокрема, двох великокаліберних кулеметів, що стріляли з вежі латинського храму та млина) та мінометів. Поляків до того ж обстріляли три німецькі літаки, які прилетіли, мабуть, щоб розвідати ситуацію, і включилися в бій — загинуло 20 бійців, а ще 20 поранено. Після бою за Озютичі АКівці відступили до Домінополя.
18 березня відділи АК Міхала Фіялки «Сокола» і Казімєжа Філіповича «Корда» вбивають 83 українців у селі Запілля в Любомльському районі.

### Галичина
2-3 лютого 1944 року вояки сотні «Сіроманці» разом із однією чотою сотні «Орли» атакували село Ганачів приблизно в 21 годину вечора. Село було опорним пунктом Армії Крайової, єврейських партизанів загону Абрама Баума-«Буня» та радянських партизанів. Українці захопили будинки на краю села, проте їм не вдалося дістатися твердо захищеного центру. Повстанці відступили близько опівночі. Втрати серед гарнізону села були значними — від 58 до 85 людей убито, близько 100 поранено. Втрати упівців оцінені приблизно у 30 убитих та поранених.
15-16 березня 1944 року підрозділи Армії Крайової Львівської округи вбили 60 українців у селі Глібовичі Свірські. Було спалено 12 будинків. Серед убитих були греко-католицький священик, 4 семінаристи, вчитель та староста села. Польські втрати: 1 легко поранений.
21 березня відділ Армії Крайової на чолі з Юзефом Шмєхом («Чьонґом») вчинив розправу над українцями на Люблінщині, вбивши щонайменше 209 людей з Берестя та 38 осіб з інших сіл, серед них багато дітей та жінок.
19 квітня відбувся напад сотні «Месники» (командир Іван Шпонтак-Залізняк) на укріплений пункт АК у селі Рудка Переворського повіту, загинуло 58 поляків. Мотивом для атаки послужив «польський донос», на підставі якого 11 лютого 1944 року німцями було заарештовано та розстріляно 3 члени ОУН.
10—11 червня підрозділ АК (500 бойовиків) напав на село Шоломинь Пустомитівського району Львівської області. Село підпалили з двох боків, після появи рою УПА-Захід нападники відступили, спалені 54 хати, вбиті четверо селян, знищено 3 аківців.

## Наслідки
Поляки змушені були віддати свої східні креси за лінією Керзона. Польська народна республіка розпочала Операцію Вісла, після того як українські партизани вбити польського генерала Кароля Сверчевського в селі Яблінки, Підкарпатського воєводства, депортувавши 140,000 українськів для відновлення територій. З 1948 по 1951 поляки депортували понад 70,000 українів з Закерзоння. Ще одним результатом конфлікту стала депортація українців з Польщі до УРСР, в якій 480,000 людей було переселено за лінію Керзона до Радянської України та Білорусі.